# Ischia (město)
Ischia je město a jedna ze šesti comuni na ostrově Ischia v Tyrhénském moři. Administrativně je součástí metropolitního města Neapol, v regionu Kampánie na jižní Itálie. Má přibližně 20 tisíc obyvatel a rozlohu 8,1 km², jde o hlavní město ostrova.
Ischia je známá svými termálními lázněmi. Poblíž Ischie se nachází Aragonský hrad.

## Geografie
Je rozděleno do dvou částí, Ischia Porto a Ischia Ponte. V Ischia Porto je největší přístav na ostrově. Přístav byl původně zaplaveným sopečným kráterem. V roce 1854 byl kanálem propojen s mořem. Ischia Ponte je původně rybářská vesnice.

## Partnerská města
- Marino, Itálie
- San Pedro, Kalifornie, Spojené státy americké
- Mar del Plata, Argentina